# フランクフルト空港遠距離駅

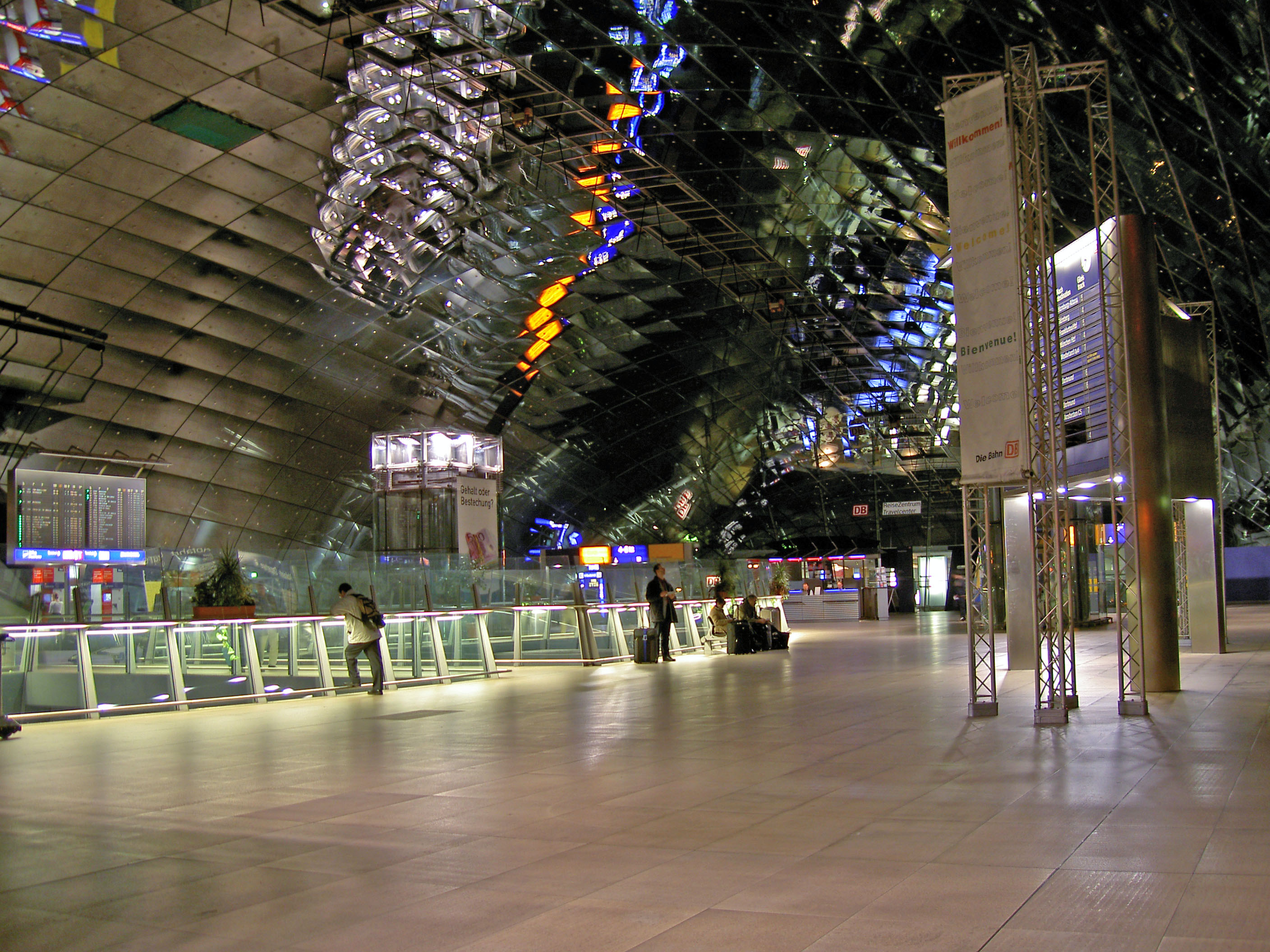
遠距離駅のコンコース

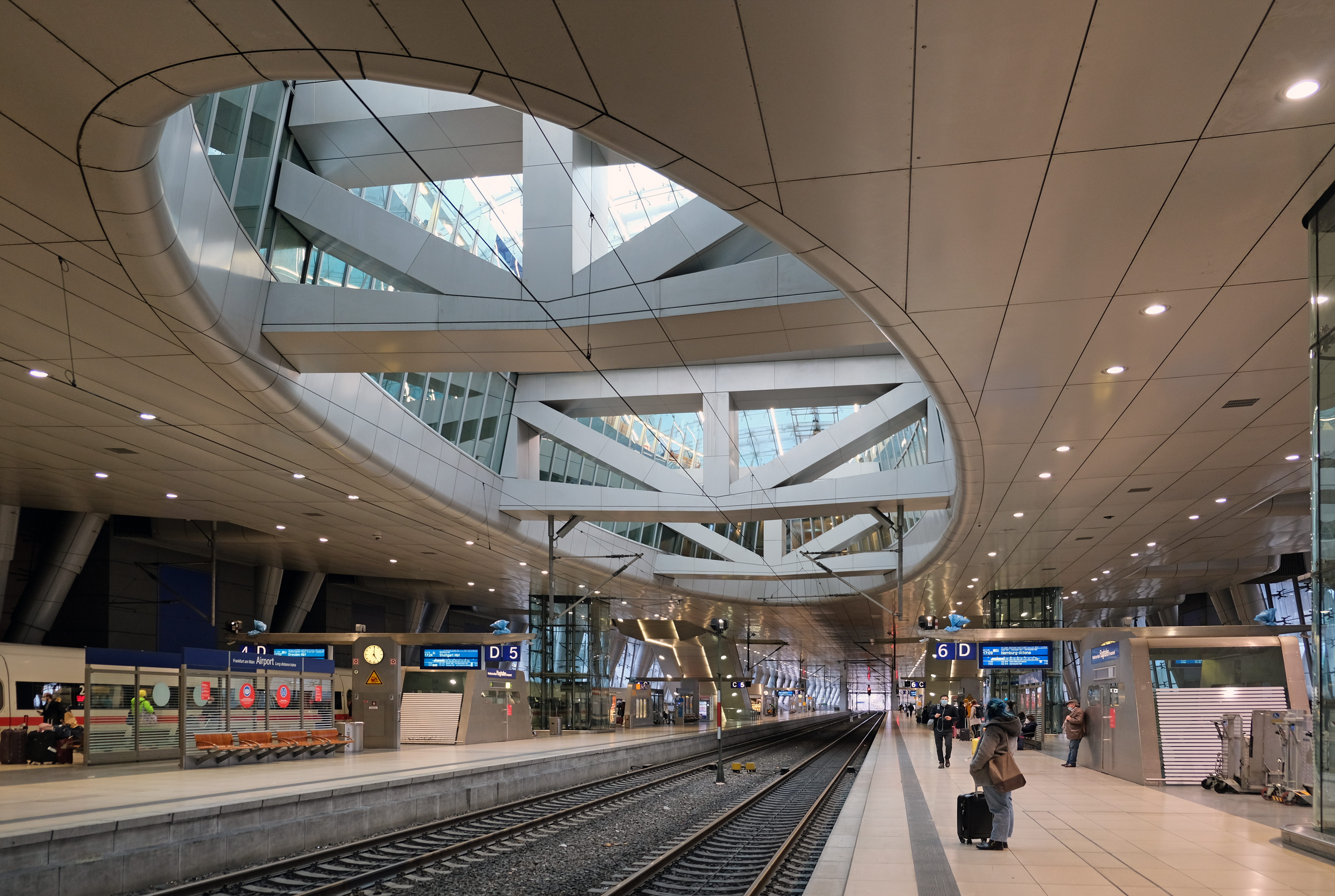
遠距離駅のホーム

フランクフルト空港遠距離駅はドイツ、フランクフルト・アム・マインにあるケルン-ライン＝マイン高速線の駅。

## 概要
フランクフルトの郊外に位置し、ドイツを代表する国際空港であるフランクフルト空港のターミナル1と連絡通路で直結している。主にICEなどの長距離列車が発着し、Sバーンや近郊列車の多くは隣接したフランクフルト空港近距離駅に発着する。

## 歴史
1972年3月14日に現在の近距離駅が開業し、近郊列車の他にルフトハンザ・エアポート・エクスプレスなどが運行されていた。しかし2面3線の駅容量が逼迫したため、駅施設の拡張が検討されていた。また従来は、フランクフルト空港からドイツの各主要都市に移動するために、一旦、フランクフルト中央駅まで近距離列車で移動し、ICE等に乗り継ぐ必要があった。
この状況を改め、フランクフルト空港から直接に主要都市を結ぶためにケルン-ライン＝マイン高速線に直結する新駅の建設が決定した。コスト削減のため空港のターミナル1から約200m離れた場所に橋上駅舎を持つ地上駅として設置されることになった。総工費約2億ユーロをかけて新駅が建設され、1999年に新駅の営業が開始された。ドイツ屈指の工業地域であるルール方面へ至るケルン-ライン＝マイン高速線も2002年に開通し、空港とルール地方の距離は大幅に短縮されることになった。

## 駅構造
島式ホーム2面4線の地上駅で、橋上駅舎をもつ。ホーム番号は4番線から7番線までで、近距離駅（1～3番線）からの連番となっている。ホーム階とコンコース階の間にDBラウンジが設置されている。コンコースはドーム状の巨大なガラス屋根で覆われており、ライゼツェントラム（有人窓口）がおかれている。
コンコースから空港のターミナル1へは連絡通路で結ばれており、通路に隣接してAiRailサービス（ICEの一部車両にルフトハンザ便扱いで乗車するサービス）利用者が飛行機に搭乗する際に利用できるチェックインカウンターがある。

## 駅周辺
駅コンコースのガラスドーム両脇に新都心建設の核となる建物「ザ・スクワイア(The Squaire)」があり、オフィスや商業施設、ホテルが入居している。2008年末に入居開始、2009年末に完成。
駅に隣接してアウトバーン3号線があり、自動車交通の上でも便利な立地となっている。